# Água Levada (São Mamede do Coronado)
Água Levada ou Feira Nova é um lugar de São Mamede do Coronado, no concelho da Trofa
.

## História e Toponímia
O lugar de Água Levada é o lugar sede de São Mamede do Coronado, frequentemente chamado de Feira Nova, toma essa designação por ali se realizar semanalmente uma feira, todas as quintas feiras, feira denominada como Feira Nova.

## Património
- Mercado Dr. Oliveira Salazar ou Mercado da Feira Nova
- Capela do Espirito Santo
- Alminhas de Nossa Senhora do Rosário

## Festividades
- Espirito Santo - com festa quarenta dias após a Páscoa.
- Senhor dos Passos - terceiro Domingo da quaresma[2]

## Feiras
- Feira de Levante ou Feira Nova - ás quintas feiras (todo dia)